# Chiesa di San Jacopo (San Casciano in Val di Pesa)
La chiesa di San Jacopo si trova in località Mucciana nel comune di San Casciano in Val di Pesa.

## Storia
È ricordata per la prima volta nel 1100 in un documento della Badia a Passignano, al quale all'epoca apparteneva.
Dal Libro di Montaperti si scopre che il popolo di Mucciana si impegna a versare due staia di grano per il mantenimento del castello di Montalcino; per la decima del 1302 risulta che la chiesa sia stata esentata a causa delle precarie condizioni economiche in cui versava. In seguito divenne possesso della pieve di Santa Cecilia a Decimo ma nel 1833 fu aggregata alla pieve di San Giovanni in Sugana.
Nel 1807 l'edificio ormai quasi in rovina fu restaurato. L'ultimo rettore di questa chiesa morì nel 1887 ma nonostante ciò ha continuato a essere parrocchia fino al 1986.
Dopo la soppressione è rimasta in stato di abbandono tanto che era crollato anche il tetto, ma negli ultimi anni è stata nuovamente restaurata e trasformata in privata abitazione.

## Descrizione
La chiesa era ad una navata e nella parete sinistra era possibile vedere tracce della muratura medievale.  Da questa chiesa proviene un trittico raffigurante la Madonna col Bambino tra i santi Cristina, Antonio abate, Caterina e Jacopo attribuito al Maestro di Sant'Jacopo a Mucciana e oggi conservato nel Museo di San Casciano.